# Muhammad Bey Abu'dh Dhahab
Muhammad Bey Abu'dh Dhahab (1735–1775), también llamado Abū Ḏahab (que significa "padre de oro", un nombre que aparentemente se le dio por su generosidad y riqueza), fue un emir mameluco y regente del Egipto otomano.
Nacido en la región del norte del Cáucaso de Circasia o en Abjasia fue secuestrado y vendido al emir mameluco Ali Bey Al-Kabir en Egipto. Se convirtió en el compañero más cercano y favorito de Ali Bey, su general más confiable e incluso su cuñado (según otras fuentes: yerno o hijo adoptivo).
Durante la guerra ruso-turca, Ali Bey declaró la independencia de Egipto del Imperio Otomano e intentó restaurar el antiguo sultanato mameluco que había sido conquistado por los turcos otomanos 250 años antes. En nombre de Ali Bey, Abu Dhahab reprimió una revuelta en el Alto Egipto (1769), se apoderó del Hiyaz (1770) y, aliado con el emir palestino Zahir al-Umar, conquistó grandes partes de la Siria otomana (1771). Después de tomar Damasco (1772) al gobernador otomano Uthman Pasha al-Kurji, Abu Dhahab cambió de bando, entregó todos los territorios conquistados a los otomanos y marchó contra El Cairo. Ali Bey huyó a la protección de Zahir al-Umar en Acre, y Abu Dhahab se convirtió en el nuevo Shaykh al-Balad (gobernador civil) y gobernante de facto de Egipto.
Cuando Ali Bey regresó e intentó restaurar su posición, fue derrotado y asesinado por las fuerzas de Abu Dhahab cerca de El Cairo (1773). Actuando según las órdenes otomanas, Abu Dhahab luego invadió Palestina para derrotar también al emir Zahir. Después de conquistar Gaza, Jaffa (donde masacró a toda la población masculina) y Acre, murió repentinamente de la peste. Sus camaradas Murad Bey e Ibrahim Bey, los líderes de su facción mameluca (facción Abu-Dhahab o Muhammadiyya), le sucedieron en el poder.